# 黄花甸镇
黄花甸镇，是中华人民共和国辽宁省鞍山市岫岩满族自治县下辖的一个乡镇级行政单位。

## 行政区划
黄花甸镇下辖以下地区：
郭家岭村、关门山村、前堡村、陈家堡村、青河口村、老鹳窝村、大隈子村、磨盘沟村、沙岗村和黄花甸村。